# AVIC 601-S
AVIC 601-S — серія моделей безпілотних літальних апаратів (БПЛА), розроблених Авіаційним інститутом (Shenyang Aircraft Design Institute, SYADI) Шеньяна, що входять до складу Aviation Industry Corporation of China (AVIC) і Shenyang Aerospace University (沈阳航空航天大学). Цифри в назві апарата відображають назви його розробників: так, інститут SYADI в корпорації AVIC знаний як 601 інститут; а буква S стосується іншого розробника — авіакосмічного університету SAU. У 2013 р. вироблялося і експлуатувалося 7 різних моделей цієї серії.

## Sky Crossbow
«Небесний арбалет» (Sky Crossbow; Tian-Nu або Tiannu, 天弩) став першим експериментальним безпілотним літаком з серії 601-S, виконаним за схемою літаюче крило. Він призначався для набуття досвіду проєктування і застосування БПЛА такої схеми в КНР. Хоча він був зроблений за схемою літаюче крило, але у нього було дві рульові керуючі поверхні, 2 нахилених кіля. Тому його називали «літаючим крилом з 4 керуючими поверхнями плюс подвійний кіль (Si duo-mian fei-yi jia shuang-chui-wei,四舵面飞翼加双垂尾)».
Опис:
- Довжина: 2,15 м
- Розмах крила: 2,2 м
- Висота: 0,6 м
- Маса: 18,8 кг
- Швидкість польоту: 70-150 км/год
- Двигун: електродвигун, який приводить в обертання імпелер

## Wind Blade
«Лезо вітру» (Wind Blade; Feng-Ren або Fengren,风刃) — експериментальна модель, що була подальшим розвитком першого експериментального БПЛА (Sky Crossbow), і була дуже схожою на попередню модель. Головна відмінність полягала у відсутності у нової моделі кілів (оперення), заміною його на дві керуючі поверхні на закінцівках крила. Така конструкція мала знизити радіолокаційну помітність літака.

## Cloud Bow
«Хмарний лук» (Cloud Bow; Yun-Gong або Yungong,云弓) — експериментальна модель розробка якої дозволила домогтися прийнятних результатів у галузі управління польотом БПЛА типу літаюче крило без використання закінцовок крила для управління польотом (як на «Лезі вітру»). Закінцівки прибрали, а БПЛА стали називати літальним апаратом «літаюче крило з 4 керуючими поверхнями» (si duo-mian fei-yi,四舵面飞翼).
Експериментальні апарати Sky Crossbow, Wind Blade, Cloud Bow були розроблені Авіаційним інститутом (Shenyang Aircraft Design Institute, SYADI) Шеньяна в рамках програми створення літака для участі в Міжнародному конкурсі інноваційних безпілотних літальних апаратів «Кубок авіаційної промисловості Китаю» 2011 року і являлися імовірно послідовними доробками одного й того ж апарата.

## Warrior Eagle
«Бойовий орел» (Warrior Eagle; Zhan-Ying або Zhanying, 战鹰) — експериментальна модель, що стала подальшим розвитком «хмарного лука», відрізняючись від нього тим, що крило було зворотної стрілоподібності. У ряді китайських інтернет-джерел стверджувалося, що цей БПЛА призначався для ведення розвідки і навіть для бойового застосування. Але розробник літака, демонструючи його на різних виставках заявив, що головною метою при розробці було вивчити керованість літального апарата з крилом зворотної стрілоподібності. При успішному виконанні завдання, намічалося створення нових бойових і розвідувальних моделей тієї ж схеми.

## Sharp Sword (або Ліянь)

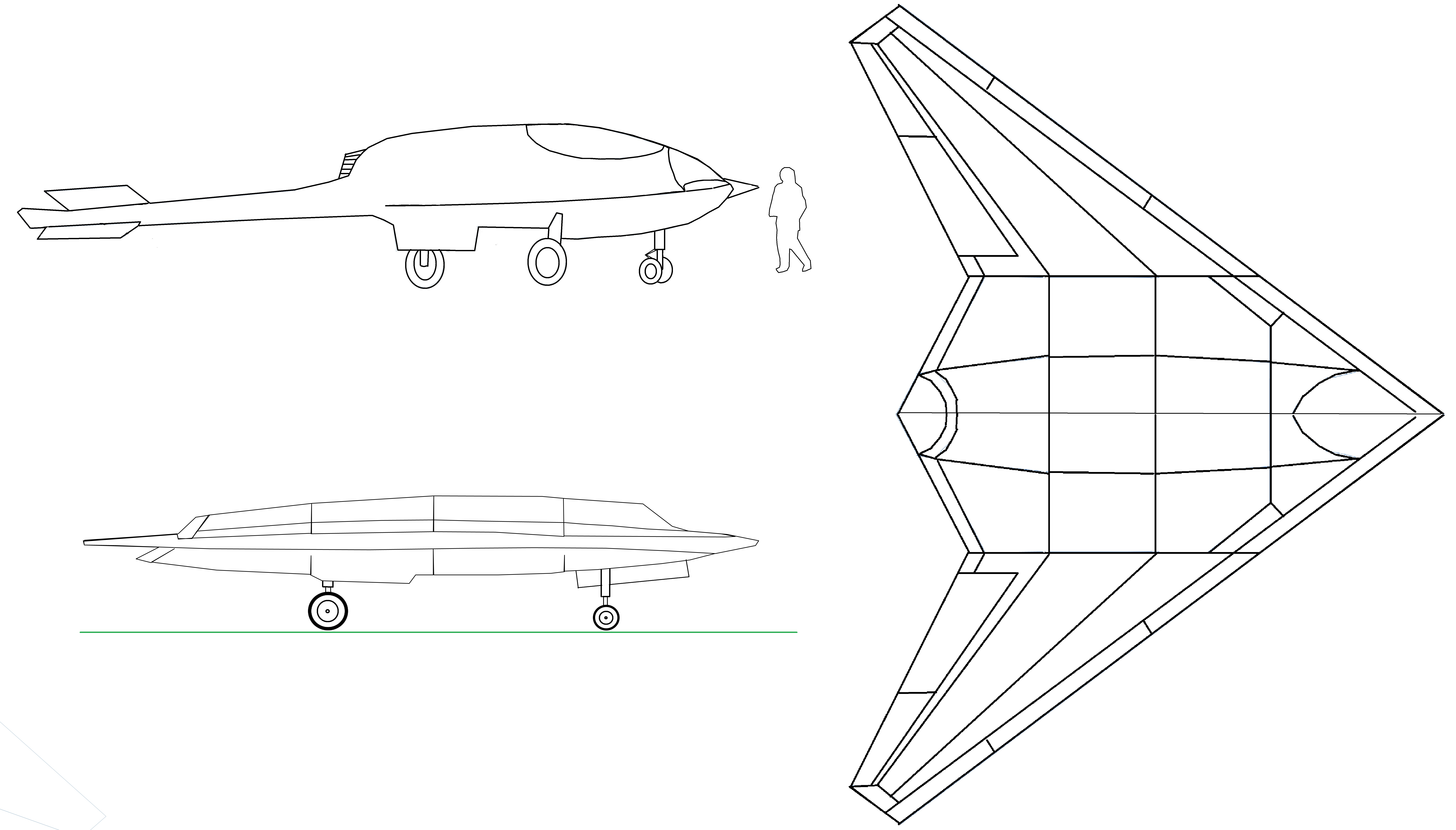
Ударний безпілотний літальний апарат ВВС Китаю «Ліянь», приблизний зовнішній вигляд

«Гострий меч», або Ліянь (Sharp Sword або Keen Sword; Li-Jian або Lijian, 利剑) — розробка апарата виконувалася спільно SYADI, SAU і Hongdu Aviation Industry Group (HAIG). Цей ударний безпілотник став однією з двох моделей, які вийшли за межі експериментальних досліджень. Льотні випробування цього апарата проводилися в 2013 році. Зовні, літак схожий на американський X-47B (малопомітний, схема літаюче крило). Корисне навантаження невідома. Передбачається, що він призначений для ведення розвідки, і в перспективі — для нанесення ударів по наземних цілях. На БПЛА встановлений двигун (російського походження) РД-93 (той же, що і на пілотованих літаках FC-1/JF-17). Розмах крила близько 14 м, довжина — близько 8 м. 21 листопада 2013 р Ліянь здійснив 20-хвилинний політ, злетівши з аеродрому компанії Хунду. Пілотажно-навігаційний комплекс використовує національну супутникову систему «Бейдоу».

## Dark Sword

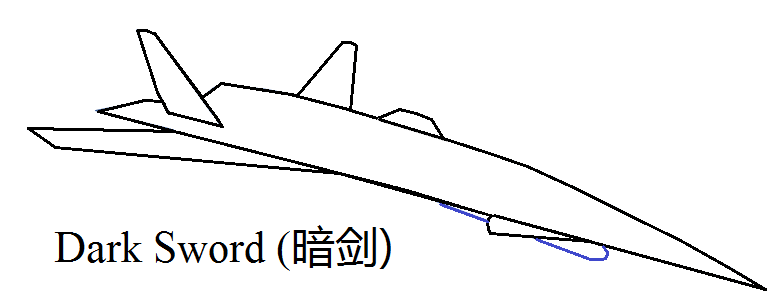
Гіперзвукової військовий БПЛА «Темний меч»

Досвід, накопичений при проєктуванні і застосуванні раніше згаданих моделей цієї серії БПЛА, був використаний при розробці моделі «Темний меч» (Dark Sword; An-Jian або Anjian,暗剑). Ця модель відрізнялася від описаних раніше тим, що при її розробці головна увага приділялася не малою радіолокаційної помітності, а збільшення маневреності. При описі моделі, китайські інтернет-джерела сильно перебільшували її характеристики. Розробники заявили, що головною метою було створення гіперзвукового безпілотного літака, який володіє малою помітністю і високою маневреністю. Вважають, що ця нова модель безпілотника в віддаленому майбутньому зможе використовуватися для розвідки і ведення бою. Для збільшення маневреності для цього літака була обрана схема качка і двокілеве хвостове оперення.

## БПЛА із змінною геометрією крила
Серед серії безпілотних літальних апаратів серії AVIC 601-S є експериментальна модель з крилом змінної форми (Shape Varying UAV; Bian-ti Wu-ren-ji,变体无人机). Цей БПЛА був вперше показаний на 7-му авіасалоні в Шанхаї в 2008 р. При створенні моделі використовувався досвід, накопичений при розробці попередніх моделей. Мета розробки — дослідження безпілотного літака з крилом змінної форми. Збільшення площі крила покращує льотні характеристики при малій швидкості польоту, а зменшення розмірів знижує опір повітря при великій швидкості польоту. При розробці цього БПЛА, замість звичайної в таких випадках зміни стрілоподібності, конструктори спроектували «складне крило» (folding wing design). Як і у інших безпілотних літаків серії, отвір для забору повітря для двигуна розміщується над фюзеляжем.

## Роль БПЛА вНВАК
Використовуючи великий економічний і технологічний потенціал, КНР вживає активних зусиль для створення високотехнологічної і боєздатної армії, в тому числі за рахунок освоєння випуску безпілотних бойових літаків. Так, через 4 роки після показу першого безпілотника на авіасалоні в м Чжухай, в 2010 р там же, були показані вже 25 моделей різного призначення. Це викликає зацікавлення в світі , а наприклад в РФ вже серйозно занепокоєні.